# Križe, Novo mesto
Križe so naselje v Občini Novo mesto. Ustanovljeno je bilo leta 1992 iz dela ozemlja naselij Veliki Slatnik, Potov Vrh in Velike Brusnice. Leta 2015 je imelo 116 prebivalcev.